# TK (rappeur)
Pour les articles homonymes, voir TK.
TK également connu sous le nom de TK13 ou encore TK13002, est un rappeur et chanteur franco-algérien né à Marseille, connu pour son style festif et mélancolique, ainsi que pour son apparence masquée. Il s'est fait connaître grâce au soutien du rappeur Jul.

## Biographie

### Enfance et lancement

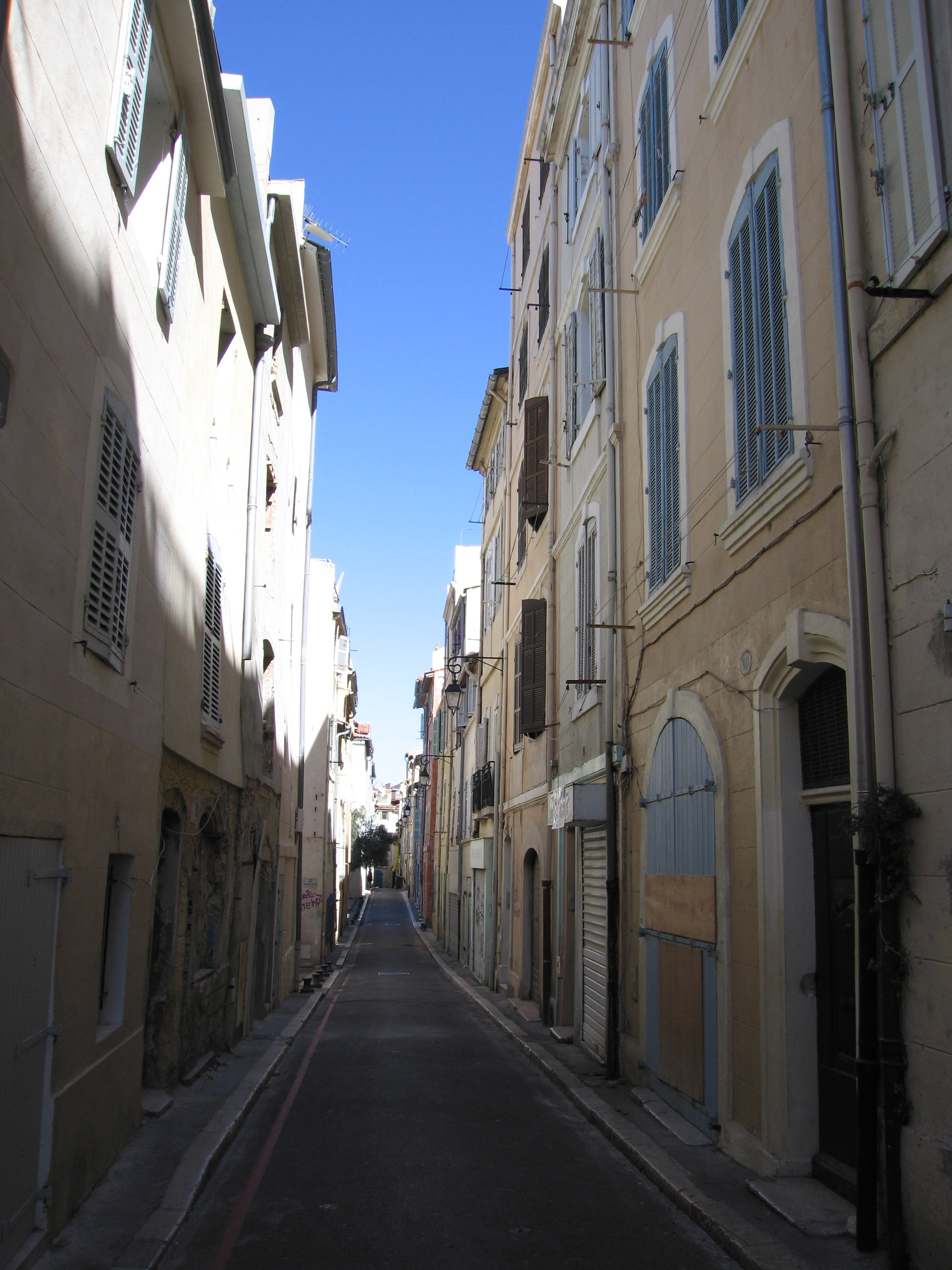
Sous-quartier Le Panier, Marseille

Originaire du sous-quartier Le Panier à Marseille, TK est un jeune artiste français d'origine algérienne qui a commencé la musique comme un simple "délire" entre amis. Grandissant dans un environnement urbain marqué par la culture du football et du rap, il a été influencé par des artistes tels que Le Rat Luciano, la Fonky Family, Booba, Rohff et 50 Cent.
C'est grâce à un ami proche du cousin de Jul que sa musique est découverte par le rappeur marseillais. Impressionné, Jul l'a rapidement invité sur l'émission Planète Rap de Skyrock et le signant dans son label D'or et de platine, offrant à TK une exposition nationale qui a marqué un tournant dans sa carrière,.
En dehors de sa carrière musicale, TK s'engage auprès de la jeunesse marseillaise, intervenant régulièrement dans des associations locales pour sensibiliser les jeunes aux dangers de la rue et les encourager à poursuivre leurs rêves.

### Carrière

#### Masqué, Pas OuehdaetWarming Up(2018-2021)
En  juin 2018, il sort son premier album Masqué. L'année suivante, il signe avec le label d'Or et de platine. La même année, TK sort plusieurs singles dont Stevez en collaboration Gambi en octobre 2019.
En décembre 2020, TK sort son deuxième album intitulé Pas Ouehda, dans lequel il collabore avec des artistes tels que Zaho, Heuss L'Enfoiré et Jul. Ce projet mélange sonorités festives et mélancoliques, reflétant son quotidien et ses expériences personnelles.L'album réalise 4 600 ventes en première semaine, dont 2586 en streaming, 1898 en physique et 176 en téléchargement. Malgré le contexte difficile de la pandémie, Pas Ouehda rencontre un certain succès.
Le 1ᵉʳ décembre 2021, il sort une mixtape de 10 titres, Warming Up, une chanson issue du projet est en collaboration avec le rappeur lyonnais L'Allemand.

#### Dossier TK,IM TK13etAvant la fête(2022)
En janvier 2022, il sort sa mixtape Dossier TK composé de 10 titres dont deux en collaboration avec L'Allemand et RS4.
Le 1ᵉʳ juillet 2022, il sort son deuxième album Avant la fête dans lequel on retrouve des sonorités estivales et festives, tout en abordant des thématiques plus personnelles comme la famille, la réussite et les défis du quotidien. L'album reçoit un bon accueil critique, notamment pour sa diversité musicale et son équilibre entre morceaux dansants et introspectifs,. Pour la promotion de son album, il distribue 50 € à 100 sélectionnés représentant une somme total de 5000€ qui lui a été fourni par son label OM Records. En février 2023, il ajoute six titres bonus à son projet.
Le 30 décembre 2022, il sort un mini EP de 6 titres intitulés IM TK13 avec deux collaborations, DylanXY sur Controle et Est-ce t'as force avec Big K.

#### 6 Mars 2024(2024)
Le 6 mars 2024, il sort un mini EP de 6 titres intitulé 6 Mars 2024.

## Style musical
Le style de TK est caractérisé par des rythmes rapides, des sonorités festives et une alternance entre introspection et divertissement. Il décrit sa musique comme accessible, destinée à accompagner les auditeurs dans leur quotidien, que ce soit pendant un footing ou un moment de détente.

## Discographie

### Albums studio
- 2018 : Masqué
- 2020 : Pas Ouehda  Or
- 2022 : Avant la fête
- 2023 : Avant la fête (réédition)

### Mixtapes
- 2021 : Warming Up
- 2022 : Dossier TK

### EPs
- 2023 : IM TK13
- 2024 : Masqué pt.2

### Apparitions
2018 :
- Jul avec Gambino, Zackmess, Metah, Oscar, Miklo, Mubarak & TK - VNTM (sur l'album La zone en personne)

2019 :
- Djavskov - C'est réel
- Jul - Pas de love (sur l'album Rien 100 rien)
- Jul avec Gips, Houari GP, Le k, Gambi, TK, Moubarak, Miklo, A-Deal & Kamikaz - Bouge-moi de là (sur l'album C'est pas des lol)
- Jul avec Gips, Mubarak & TK - Y'a la police (sur l'album C'est pas des lol)
- Jul avec Gips, TK & Mubarak - Cartel de platine (sur l'album C'est pas des lol)

2020 : 
- Sifax - Charlemagne

2021 : 
- Bendo avec TK, ZeGuerre, Gueule d'Ange et Kepler - Wesh Gro (Remix)
- Roms - Ouais ouais ouais
- Gueule d'Ange - Vous la
- NIC - La roue tourne
- Enima - Papier

2022 :
- Lujipeka - HSBC (sur l'album Montagnes Russes)
- BEN plg - Demain ça ira
- NIC - Coupable
- Arkunir - En TT
- Grizely 942 - No Stress

2023 :
- Dika avec TK, Sasso & Zixo - Youleuh 9
- Bendo avec TK & Stef Becker - JVT
- ELIOT - Elemantos
- J2Lasteu - Bah oui
- Bolevmn avec TK & Connexion - La cité
- So La Zone - QN CV
- So La Zone - Ratatata
- Ghetto One avec TK & Moona - Mapess
- DJ Hamida avec Latyla & TK - C'est plus l'heure
- Chroniques de Mars 3 avec Le Rat Luciano, TK & Costello - Matrix
- SAF - Préféré
- Luijipeka - Interlude tk

2024 : 
- YL - Carla
- Naps avec TK, Missan & La Crapule - T'as fait le con (sur l'album Mec de cité simple)
- L'Algérino, SAF, TK, Jul, Alonzo, Fahar, Gambino & Veazy - Rolex présidentielle (sur l'album 13 Organisé 2)
- Missan - Bluethoot
- Islem-23 - Doucement